# Găiseni
Găiseni es una comuna ubicada en el distrito de Giurgiu, Rumania.

## Superficie
Cuenta con una superficie de 52,68 kilómetros cuadrados.

## Demografía
Hasta 2021 la población era de 5131 habitantes, con una densidad de población de 97,40 habitantes por kilómetro cuadrado.